# Nemaršanskī Sad (metropolitana di Minsk)
La stazione Nemaršanskī Sad (Немаршанскі Сад; in russo Неморшанский сад?, Nemoršanskij sad) è una stazione della metropolitana di Minsk, sulla linea Zielienalužskaja. È stata inaugurata il 30 dicembre 2024.